# Zagrebs spårväg
Zagrebs spårväg drivs av Zagrebački električni tramvaj (ZET), som ansvarar för kollektivtrafiken i Zagreb. Spårvägen utgör stommen i Zagrebs kollektivtrafik.

## Historik
Spårvägen öppnades för trafik år 1891 och trafikerades av hästspårvagnar fram till 1910, då de ersattes av eldrivna spårvagnar.

## Linjenätet
Spårvägen upptar en sträcka på 116 kilometer och körs på en spårvidd av 1000 millimeter. Linjer som körs dagtid är linje 1 till 17 (med undantag för nummer 10 och 16, som är tagna ur bruk) samt linje 31 till 34 som körs nattetid. Det totala antalet linjer är till antalet nitton. Under dagtid ankommer spårvagnarna med mellan fem och tio minuters mellanrum. Även dagstrafiken kör på tidtabell, men rusningstrafiken orsaker leder till förseningar både under och efter rusningstrafiken.

## Linjer dagtid

Linjekarta

- 1 Zapadni kolodvor - Trg bana Jelačića - Borongaj
- 2 Črnomerec - Jukićeva - Glavni kolodvor - Autobusni kolodvor - Savišće
- 3 Ljubljanica - Ulica grada Vukovara - Savišće (kör ej under lördagar, söndagar och helgdagar)
- 4 Savski most - Glavni kolodvor - Draškovićeva - Dubec
- 5 Prečko - Ulica grada Vukovara - Autobusni kolodvor - Trg Kvaternika - Maksimir
- 6 Črnomerec - Trg bana Jelačića - Glavni kolodvor - Autobusni kolodvor - Sopot
- 7 Savski most - Velesajam - Autobusni kolodvor - Dubrava
- 8 Mihaljevac - Draškovićeva - Autobusni kolodvor - Zapruđe
- 9 Ljubljanica - Glavni kolodvor - Borongaj
- 11 Črnomerec - Trg bana Jelačića - Dubec
- 12 Ljubljanica - Trg bana Jelačića - Dubrava
- 13 Žitnjak - Ulica grada Vukovara - Trg bana Jelačića - Glavni kolodvor - Trg žrtava fašizma - Trg Kvaternika
- 14 Mihaljevac - Trg bana Jelačića - Savska ulica - Velesajam - Zapruđe
- 15 Mihaljevac - Dolje
- 17 Prečko - Trg Jelačića - Borongaj

Linjerna med nummer 10 och 16 finns ej. Linje 16 trafikerade tidigare sträckan Črnomerec och Zapruđe, men lades ner. En oanvänd spårväxlar vid korsningen Jukićeva - Savska finns än. Linje 10 förband Borongaj med Savski Most med lades ner i mitten av 1980-talet. Nyligen väcktes ett förslag om att återintroducera linje 10 och 16 samtidigt som man bygger ut spårvägsnätet.

## Linjer nattetid
- 31 Črnomerec - Trg bana Jelačića - Glavni kolodvor - Autobusni kolodvor - Velesajam - Savski most
- 32 Prečko - Trg bana Jelačića - Trg hrvatskih velikana - Borongaj
- 33 Dolje - Draškovićeva - Glavni kolodvor - Savska cesta - Ulica grada Vukovara - Savišće
- 34 Ljubljanica - Trg bana Jelačića - Glavni kolodvor - Draškovićeva - Dubec

Nattrafiken ersätts ibland med bussar på grund av underhåll av spårvägarna.

## Vagntyper

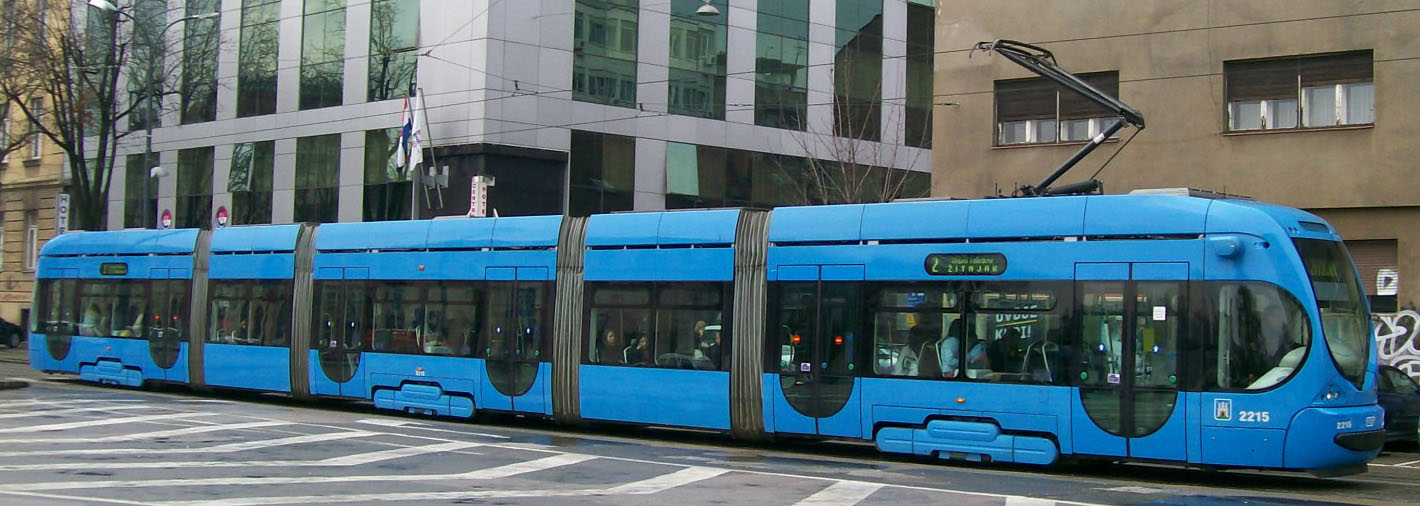
Crotram TMK 2200

År 2005 fanns det åtta olika vagntyper och sammanlagt cirka 120 vagnar i trafik. Den senaste vagntypen är den kroatientillverkade modellen Crotram TMK 2200.